# Rodzina 800 plus

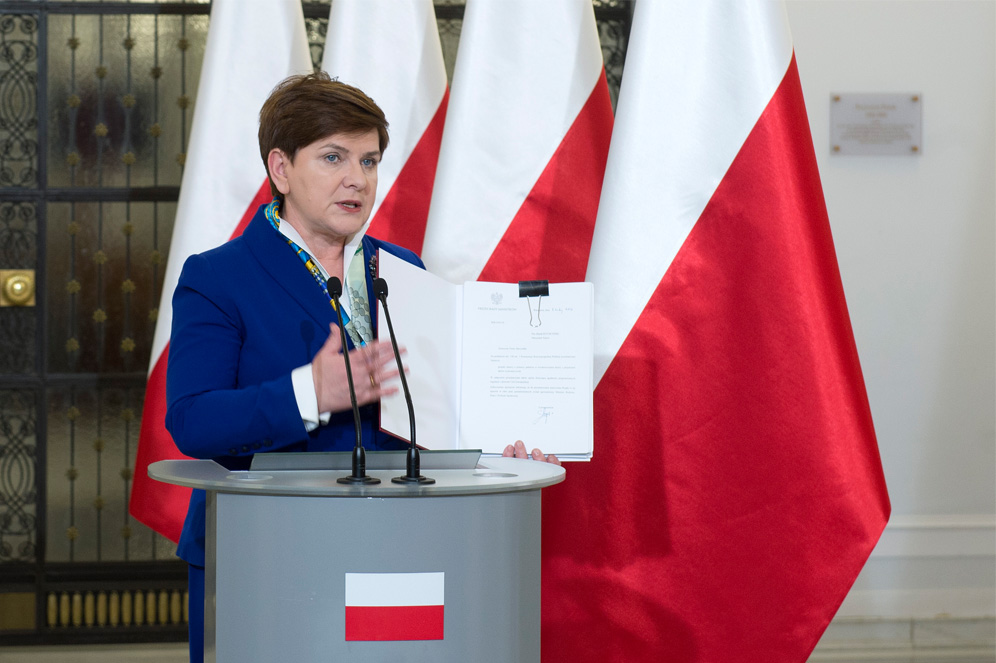
La primera ministra Beata Szydło en una rueda de prensa convocada con motivo de la presentación por el Consejo de Ministros al Sejm de un proyecto de ley que introduce el programa «Rodzina 500 plus».

Rodzina 800 plus es un programa estatal de política social implementado en Polonia desde el 1 de abril de 2016, destinado a ayudar a las familias a criar a sus hijos mediante prestaciones mensuales para el cuidado de cada niño de la familia por un importe de 800 PLN (hasta 2024 la cantidad era de 500 PLN). La intención de crear el programa se anunció en 2014 por el partido Ley y Justicia , y tras su victoria en las elecciones parlamentarias de 2015, fue desarrollado e implementado por el Gobierno de Beata Szydło.

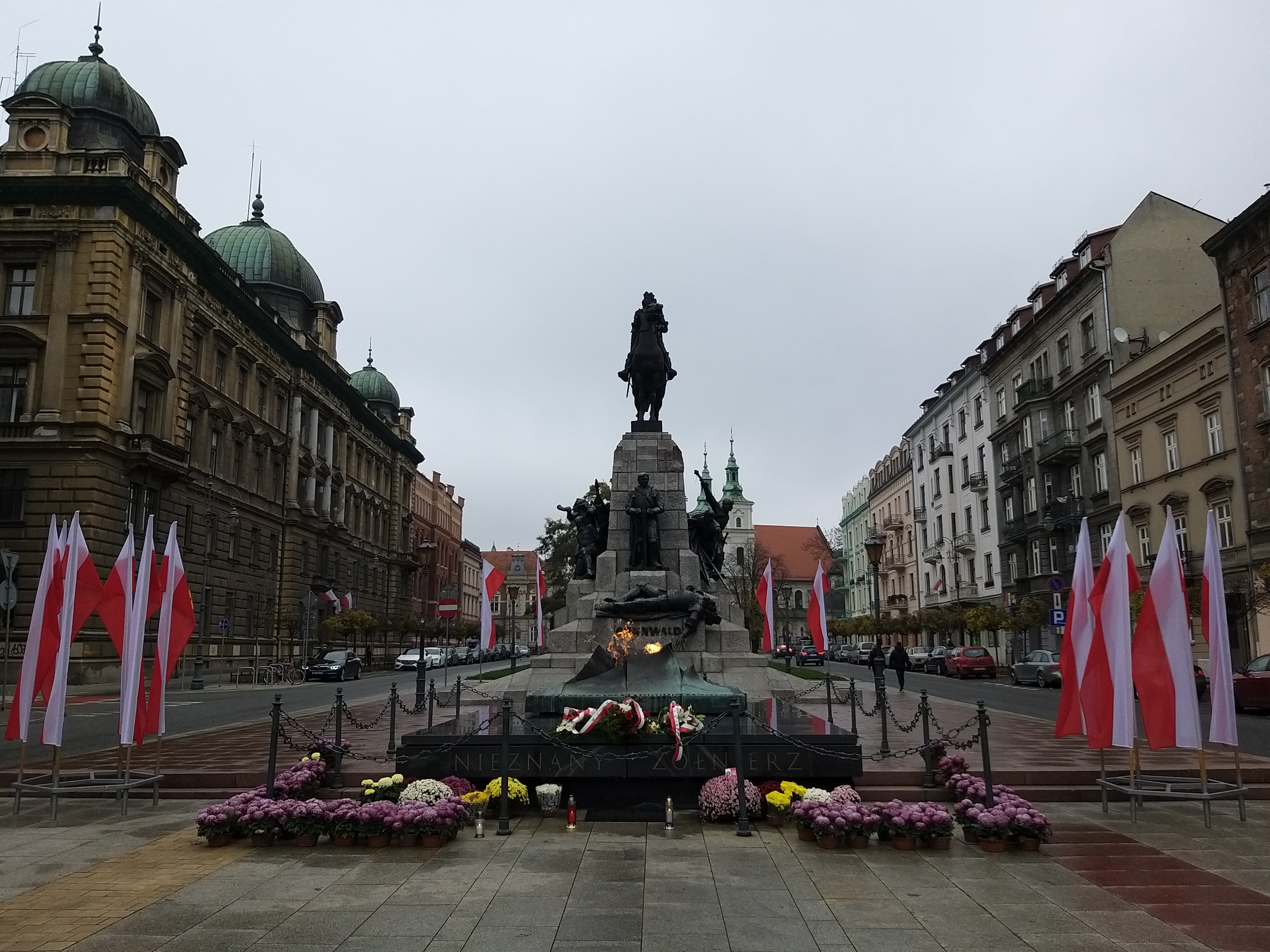
Tumba del Soldado Desconocido en Cracovia durante el Día de la Independencia de Polonia 2020.

## Introducción
La demanda de introducir una prestación universal para los niños polacos fue expresada por primera vez por publicistas de izquierdas en 2009.
En 2011, el concepto de una prestación para los niños, en cooperación con el partido Polonia es lo más importante, fue presentado por el profesor Julian Marian Auleytner. Suponía el pago de una prestación de 400 eslotis por niño. Tras la disolución del PJN, se abandonó la idea.
En una entrevista concedida en noviembre de 2017 a la cadena de televisión estatal polaca TVP Info, el presidente de Ley y Justicia, Jarosław Kaczyński, declaró que el creador de 500 Plus es probablemente el profesor Rybiński, que propuso 1.000 eslotis por un hijo, y que él mismo es el coautor del programa, tras modificar la propuesta a 500 eslotis por el segundo hijo y los sucesivos. En 2014, el proyecto se incluyó en el programa político de Ley y Justicia, que contenía la promesa de introducir «un subsidio familiar mensual de 500 eslotis para el segundo, tercero y sucesivos hijos de la familia, pagadero por cada hijo criado hasta los 18 años de edad».
Durante la campaña electoral previa a las elecciones parlamentarias de octubre de 2015, se mantuvo este postulado. Beata Szydło , anunciada para ser la primera ministra si las elecciones las ganaba el PiS, anunció que su Gobierno pondría en marcha un programa para apoyar a las familias y mejorar la tasa de natalidad. Anunció que se basaría en una prestación de 500 eslotis «por cada segundo hijo y sucesivos, independientemente de los ingresos de la familia», «y en las familias menos pudientes también por el primer hijo». Uno de sus objetivos era mejorar la tasa de fertilidad de las familias polacas, aunque en octubre de 2020 el Gobierno negó esta información e indicó que el efecto de la introducción de la prestación por hijo a cargo era principalmente que el descenso de la tasa de fertilidad en Polonia no sería tan fuerte como se había previsto con anterioridad.
El 11 de febrero de 2016, la Dieta de la República de Polonia aprobó la Ley de Ayudas Estatales para la Crianza de los Hijos. Contrariamente a los anuncios iniciales de que la prestación se dirigiría a todos los niños de Polonia, la Ley adoptó en los años 2016-2019 una solución según la cual la prestación sin criterio de ingresos no se concede para el primero, sino solo para el segundo y los sucesivos hijos de la familia, mientras que la prestación de 500 más para el primer o único hijo se concedió a las familias con ingresos más bajos, siempre que el criterio de ingresos de 800 eslotis netos por miembro de la unidad familiar o 1.200 eslotis por miembro de la unidad familiar en el caso de criar a un hijo discapacitado. Los primeros pagos de las prestaciones tuvieron lugar en abril de 2016. En marzo de 2017, la ministra de Familia, Trabajo y Política Social, Elżbieta Rafalska, anunció que, por iniciativa del Gobierno, se introducirían cambios en el programa que no alterarían sus supuestos básicos.
El 23 de febrero de 2019, en la convención del programa Ley y Justicia, el presidente Jarosław Kaczyński anunció la ampliación del programa a partir del 1 de julio del mismo año al primer hijo, independientemente del criterio de ingresos. El 16 de abril de 2019, el Gobierno de Mateusz Morawiecki presentó al Senado un proyecto de ley que introducía la ampliación del programa. El 25 de abril de 2019, el Sejm de la República de Polonia de la 8ª legislatura aprobó la ley por la que se modifica la ley sobre la ayuda estatal en la crianza de los hijos y algunas otras leyes. La ley entró en vigor el 1 de julio de 2019. La prestación por cada hijo se introdujo el 1 de julio de 2019.
El 14 de mayo de 2023, en la convención de Ley y Justicia, el presidente del partido, Jarosław Kaczyński, anunció un incremento de la prestación familiar de 500 plus a 800 eslotis por cada hijo.
El 7 de julio de 2023, el Senado aprobó una enmienda a la ley por la que se aumentaba la prestación de 500 plus a 800 eslotis, y el 7 de agosto de 2023, el presidente Andrzej Duda firmó una enmienda a la ley sobre el aumento de la prestación familiar de 500 plus a 800 eslotis por cada hijo a partir del 1 de enero de 2024.

## Implementación
Los beneficiarios de las prestaciones del programa son los padres, tutores legales o tutores reales de un hijo (biológico o adoptado). La prestación por un hijo asciende a 800 PLN y no está sujeta a tributación. A la hora de conceder las prestaciones por el segundo hijo de la familia y los siguientes, no existe ningún criterio de ingresos. Las prestaciones cubren a los hijos hasta los 18 años de edad.
Según la información facilitada en el sitio web del Ministerio de Familia, Trabajo y Política Social , el coste del programa en 2016 superó los 17.000 millones de eslotis y cubrió a 3,8 millones de niños (2,78 millones de familias). Según la ministra Elżbieta Rafalska, la mayor parte de las familias cubiertas por las ayudas correspondía a familias con dos hijos (el 62% de las familias usuarias del programa, es decir, alrededor de un millón y medio de familias). Más de un tercio de las familias beneficiadas por el programa vivían en municipios rurales (33,5% de las ayudas), y una de cada cuatro en municipios urbano-rurales (24,6% de las ayudas).
En el presupuesto de 2017, se asignaron aproximadamente 23.000 millones de eslotis para la ejecución del programa.
El coste de tramitación de una solicitud en 2016 oscilaba entre 89 y 489 eslotis, más una comisión del 1% al 2% para la oficina pagadora de la prestación. Para 2017, estos costes se unificaron; estaba previsto que ascendieran a un total de 7,6 millones de PLN (coste de tramitación de la solicitud: 140 PLN, comisión por el pago de la prestación: 1,5%).
En 2018, se informó que en el periodo 2016 - 2017, aproximadamente 3,7 millones de niños de 2,4 millones de familias se beneficiaron del programa. El mayor número de personas recibió ayudas en la región de Mazovia, y el menor en la provincia de Opole. El programa costó 42.600 millones de eslotis durante ese periodo. Según el Instituto de Investigación Estructural, las estimaciones indican que, como resultado de su aplicación, aproximadamente 103.000 mujeres podrían haber renunciado a su trabajo, principalmente mujeres con escasa formación de pequeñas ciudades.
El análisis de la Oficina Central de Estadística realizado con motivo del estudio cíclico de la actividad económica de los polacos BAEL indica que la gran mayoría de los polacos (es decir, el 95,1% de las personas, es decir, 5.641.000) declaran que a raíz del programa «500+» no tomaron ninguna medida para cambiar su situación en el mercado laboral. Según este estudio, de todo el grupo de 5,9 millones de beneficiarios del programa, éste influye (basándose en las declaraciones de los encuestados) en el comportamiento de sólo unas 293.000 personas (4,9%). Sólo para 151.000 personas (aproximadamente el 3% de los encuestados) la prestación 500+ fue un estímulo positivo; 76.000 de este grupo (bajo la influencia de la prestación) empezaron a trabajar, mientras que 75.000 empezaron a buscar trabajo.
La prestación debía tener un efecto desactivador sobre un colectivo de 67.000 personas, de las cuales 34.000 declararon que habían dejado de buscar trabajo, y 33.000 que habían renunciado al mismo. Según el Ministerio de Familia, Trabajo y Política Social, la activación de los trabajadores podía producirse, entre otras cosas, por el hecho de que los interesados obtuvieran fondos para el cuidado de los hijos durante las horas de trabajo.
El número de madres económicamente inactivas aumentó de 877.000 a 918.000. Dado que sólo el 3% de los encuestados por la Oficina Central de Estadística declararon que el programa 500+ les «anima a trabajar», no es posible extraer conclusiones de los resultados del estudio de la GUS comentado en el sentido de que el programa 500+ anima a la mayoría de los beneficiarios a aceptar un empleo.

## Opiniones
Opiniones positivas.
En 2016, el Gobierno de Beata Szydło recibió el Premio de la Confederación Europea de Familias Numerosas (ELFAC) por sus destacados logros en el ámbito de la política pro familia, en particular debido al programa «Rodzina 500+».
En 2017, Elżbieta Rafalska recibió el Premio Grzegorz Palka por aplicar, junto con los gobiernos locales, el programa «Rodzina 500+» y el premio de la Plataforma Española de Familias Cataluña-ONU en la categoría internacional por aplicar el programa «Rodzina 500+» como un importante instrumento de promoción de la familia.
Opiniones negativas.
Algunos grupos critican el programa por su escasa eficacia para mejorar la situación demográfica y el deterioro a largo plazo de las finanzas del Estado. Según los cálculos que presentan, el estímulo de la fecundidad a través de la prestación «Rodzina 500+» ascendió en 2016 a 1,15 millones de eslotis por cada hijo adicional, lo que es muchas veces superior a la suma de las cotizaciones pagadas por el ciudadano polaco medio durante toda su vida.
Otro efecto indicado del programa es el cambio en las expectativas de los ciudadanos respecto a las prestaciones sociales. Esto se traduce en la necesidad de prometer transferencias monetarias cada vez más elevadas durante las campañas electorales para ganar las elecciones. En febrero de 2014, el entonces primer ministro Donald Tusk acusó a Ley y Justicia de no presentar posibilidades de financiación para el programa «Rodzina 500 plus» y valoró que, «no hay posibilidad de financiar este proyecto». Acusaciones similares sobre la falta de posibilidades de financiación para, entre otros, este programa fueron formuladas en octubre de 2015 por Jacek Rostowski, economista y exministro de Finanzas del Gobierno de Donald Tusk.
En enero de 2016, Adrian Zandberg, miembro de la dirección nacional del partido Razem, acusó al programa de excluir a las familias monoparentales y a las familias en mala situación económica, al tiempo que privilegiaba a las personas con mayores ingresos en detrimento de las más pobres.
En febrero de 2016, el entonces diputado al Parlamento Europeo y líder del partido KORWiN, Janusz Korwin-Mikke, acusó al programa de ser perjudicial para el presupuesto estatal, a saber, que «por cada 500 eslotis hay que pagar 700 eslotis en impuestos “ y que los diputados estaban ”atrayendo a los votantes» con dinero, en lugar del deseo real de mejorar la situación de las familias.
En febrero de 2017, el economista y durante muchos años vice primer ministro Leszek Balcerowicz acusó al programa de «hacer a la gente perezosa», ya que en su opinión la pobreza debe combatirse ofreciendo puestos de trabajo a los ciudadanos, y el programa «Rodzina 500+» consiste en distribuir el dinero que se le quita a otras personas.
Alternativas postuladas:
Desde la creación y puesta en marcha del programa en 2016, el partido político Nowoczesna ha declarado su voluntad de transformar el programa «Rodzina 500 plus» en el programa «Familia activa», que debe implicar reducciones fiscales por cada hijo.
En 2016, el Movimiento Kukiz'15 propuso el concepto del llamado impuesto negativo sobre la renta de Milton Friedman en lugar del programa «Rodzina 500 plus».
En 2019, el partido político Wiosna de Robert Biedroń propuso ampliar el programa levantando las restricciones a las madres y padres solteros que crían a sus hijos.
En 2018, el partido político Ala Derecha de la República propuso cambios en el programa consistentes en introducir 1.000 eslotis por cada tercer hijo y sucesivos.
El partido político Confederación de la Libertad y la Independencia, que incluye, entre otros, los partidos políticos KORWiN y el Movimiento Nacional, declaró en 2019 la introducción del programa «1000+» consistente en una desgravación fiscal universal - reducción del PIT al cero por ciento, contribuciones voluntarias a la ZUS y la abolición del impuesto especial sobre la gasolina.

## Prestaciones similares en otros países
Desde enero de 2018, el Gobierno lituano ha introducido prestaciones mensuales por cada hijo menor de 18 años o que estudie hasta los 21 años, por un importe de 30 euros. En el caso de niños de familias con al menos tres hijos y familias con ingresos inferiores al umbral de renta, la prestación es de 58,5 euros. El programa se introdujo por iniciativa de la Acción Electoral de los Polacos en Lituania - la Unión de Familias Cristianas , que propuso una prestación de 120 euros (equivalente a 500 eslotis), pero se redujo en el proyecto final por falta de fondos presupuestarios.
En España, no existen prestaciones equivalentes al programa «Rodzina 800+». Pero una prestación similar sería el «Cheque bebé», o la prestación económica en un único pago por nacimiento y adopción de un hijo y varios al mismo tiempo.
En Alemania, el equivalente al programa Rodzina 800 plus es la prestación familiar «Kindergeld», que se abona por los hijos hasta que empiezan a trabajar, pero sólo hasta los 25 años.
En el Reino Unido, la prestación equivalente es la Child Benefit, que el Estado abona a la persona que cría al niño hasta que éste cumple 16 años (o 20 si sigue estudiando).
En Bélgica, el programa equivalente es Allocations familiales, que se abona a los padres independientemente del número de hijos que tengan, sin umbrales de ingresos pero siempre que coticen a la seguridad social.
En Suecia existe un subsidio familiar llamado Barnbidrag, que se abona por cada hijo hasta los 16 años (o 20 si el hijo sigue estudiando).
En Francia, el programa equivalente es Allocations familiales, que se abona a todas las familias con dos o más hijos que pagan impuestos en el país. El subsidio se abona por cada hijo hasta los 20 años, sin necesidad de comprobar los ingresos.